# دوك يونغ
دوك يونغ (بالإنجليزية: Doc Young)‏ هو طبيب عسكري أمريكي، ولد في 18 ديسمبر 1881 في مقاطعة هاميلتون في الولايات المتحدة، وتوفي في 9 أغسطس 1942 في شيكاغو في الولايات المتحدة بسبب ذات الرئة.